# ヘイズ・セント・レジャー (第3代ドナラル子爵)
第3代ドナラル子爵ヘイズ・セント・レジャー（英語: Hayes St Leger, 3rd Viscount Doneraile、1786年5月9日 – 1854年3月27日）は、アイルランド貴族、イギリスの政治家。

## 生涯
第2代ドナラル子爵ヘイズ・セント・レジャーとシャーロット・バーナード（Charlotte Bernard、1764年 – 1835年9月2日、ジェームズ・バーナードの娘）の息子として、1786年5月9日に生まれた。1798年頃から1803年までイートン・カレッジで教育を受けた後、1805年10月21日にオックスフォード大学クライスト・チャーチに入学した。
1812年にコーク県長官を務め、1820年から1831年にはコーク県総督を務めた。1819年11月8日に父が死去するとドナラル子爵位を継承、1821年6月22日にアイルランド貴族代表議員選挙での投票権を承認され、1830年3月15日に保守党の一員としてアイルランド貴族代表議員に当選した。以降死去するまで貴族代表議員を務めた。
1854年3月27日に死去、息子ヘイズが爵位を継承した。

## 家族
1816年6月14日、シャーロット・エスター・バーナード（Charlotte Esther Barnard、1794年1月28日 – 1846年2月7日、初代バンドン伯爵フランシス・バーナードの娘）と結婚、1男をもうけた。
- ヘイズ（1818年 – 1887年） - 第4代ドナラル子爵